# Belle (film, 2021)
Pour les articles homonymes, voir Belle.
Belle (竜とそばかすの姫, Ryū to sobakasu no hime, litt. « Le dragon et la princesse aux taches de rousseur ») est un film d’animation japonais écrit et réalisé par Mamoru Hosoda et produit par le studio Chizu, sorti au Japon le 16 juillet 2021. Il est inspiré du conte de fée français de 1756, La Belle et la Bête de Jeanne-Marie Leprince de Beaumont ainsi que du film d'animation de Disney datant de 1991.
Le film a été présenté en avant-première mondiale au 74e Festival de Cannes le 15 juillet 2021 où l’œuvre a reçu une standing ovation pendant 14 minutes. Le film a également été doublé dans de nombreuses langues étrangères (anglais, chinois, norvégien, portugais, espagnol, italien, français, grec et allemand). Il est sorti en salle au Japon le 16 juillet 2021. En Amérique du Nord, GKIDS a obtenu une licence pour le film avec une date de sortie nationale le 14 janvier 2022 et des avant-premières dans certains cinémas IMAX le 12 janvier, tandis qu'Anime Limited a sorti le film au Royaume-Uni le 4 février 2022.
Belle est le troisième film d'animation japonais le plus rentable de 2021 représentant 6,53 milliards de yens au box-office en décembre 2021.

## Synopsis
L'histoire suit celle d'une jeune fille, Suzu Naito, 17 ans, vivant dans la préfecture rurale de Kochi au Japon, avec une passion perdue pour le chant et l'écriture de chansons. Enfant, Suzu a vu sa mère sauver une fillette d'une rivière au prix de sa propre vie. Mais elle en veut à sa mère de l'avoir "abandonnée" pour l'enfant d'un étranger, elle s'est éloignée de son père mais reste en contact avec un groupe de professeures de chorale plus âgées qui étaient les amies de sa mère. Suzu est une jeune fille solitaire qui n'est pas très proche de ses camarades de classe, à l'exception de son béguin d'enfance et protecteur autoproclamé Shinobu Hisatake, de la fille populaire Luka Watanabe, du sportif fan de Kanoe Shinjiro [Kamishin] Chikami et de sa meilleure amie Hiroka [Hiro] Betsuyaku.
Sur l'insistance d'Hiro, Suzu se connecte au monde virtuel nommé « U »,. Suzu se voit nommer un bel avatar avec des tâches de rousseur (grâce à l'analyse biométrique du moteur d'IA) qu'elle nomme "Bell", la traduction anglaise de son propre nom. Dans ce monde, Suzu devient Bell et se retrouve capable de chanter à nouveau. Avec l'aide d'Hiro, qui se nomme manageuse et productrice de Bell, elle devient une icône musicale dans les charts musicaux de "U" et suivie par plus de 5 milliards de followers qui commencent à l'appeler "Belle", comme l'adjectif en français.
Lors d'un concert de Belle, un utilisateur notoirement fort et presque imbattable, "La Bête" (ou "Le Dragon"), arrive , fuyant les Justices, un groupe de justiciers dirigé par le bien pensant Justin, qui combat la Bête et l'accusent d'avoir troublé la paix de "U". Justin envisage de dévoiler l'identité de la Bête au public à l'aide d'un programme spécialisé principalement réservé aux propriétaires de "U". Intriguée par la Bête, Suzu commence à recueillir des informations sur lui. Elle découvre qu'il est populaire parmi les enfants, qui le considèrent comme leur héros, en particulier un enfant nommé Tomo qui faisait la une des journaux après la mort de sa mère. Belle continue de chercher la Bête et est conduite à son château caché par un mystérieux avatar d'ange. Elle rencontre la Bête et ses cinq IA gardiennes. Belle et la Bête se rapprochent.
Dans le monde réel, Ruka confie à Suzu qu'elle a le béguin pour Kamishin. Suzu les aident à avouer leurs sentiments réciproques.
Dans "U", Justin capture et interroge Belle, menaçant de dévoiler son identité au monde si elle refuse de coopérer. Les IA de la Bête sauvent Belle, mais leur intervention permet à Justin et à son groupe de localiser le château de la Bête et de le brûler. La Bête s'enfuit avant que Belle ne puisse le retrouver. Dans le monde réel, Suzu et Hiro s'efforcent de découvrir la véritable identité de la Bête avant que Justin dans "U" ne la dévoile. Elles trouvent une vidéo en direct de Tomo chantant une chanson que seuls Belle et la Bête connaissent. Tomo est l'avatar de l'ange et son frère aîné Kei est la Bête. Les deux garçons sont maltraités physiquement et verbalement par leur père. La protection de Kei envers Tomo est ce qui donne à la Bête sa force imbattable dans "U". Suzu contacte Kei pour lui proposer de l'aide. Kei ne croit pas qu'elle est Belle et se méfie généralement de tous ceux qui lui proposent de l'aide, puisque personne n'a jamais donné suite. Shinobu, Ruka, Kamishin et les professeures de chorale révèlent leur connaissance de la véritable identité de Belle et exhortent Suzu à chanter pour gagner la confiance de Kei. Suzu se dévoile au monde dans "U" et chante. Kei décide de lui faire confiance et essaie de la recontacter. Lorsque le père de Kei voit que des preuves de ses abus ont été publiées en ligne, il met fin à leur connexion internet avant que Kei ne puisse donner leur adresse à Suzu.
En utilisant des indices contextuels, Ruka et Kamishin en déduisent que la ville natale de Kei est Kawasaki, Kanagawa, près de Tokyo. Etant donné que les autorités ne peuvent pas intervenir sur les accusations d'abus avant 48 heures, Suzu localise Kei et Tomo par elle-même et les protège de leur père. Le lendemain, elle et son père se saluent chaleureusement à la gare. Shinobu félicite Suzu pour son courage et, décidant qu'elle n'a plus besoin de sa protection, se sent enfin libre de poursuivre la relation qu'il a toujours voulu avec elle.
Comprenant enfin les actions altruistes de sa mère, Suzu fait la paix avec sa mort.

## Fiche technique
- Titre original : 竜とそばかすの姫 (Ryū to sobakasu no hime?)
- Titre international : Belle[9],[10],[11]
- Réalisation et scénario : Mamoru Hosoda
- Concepteur de personnages : Jin Kim (en)
- Pays :  Japon
- Langue : japonais
- Format : couleur
- Sociétés de distribution : Tōhō (Japon), Wild Bunch Distribution (France)
- Dates de sortie : 
  - France[12] : 15 juillet 2021 (Festival de Cannes) ; 29 décembre 2021 (en salles)
  - Japon[13] : 16 juillet 2021 (en salles)
  - Suisse romande[14] : 22 janvier 2022 (en salles)

## Production
Il s'agit du sixième film d'animation écrit et réalisé par Mamoru Hosoda après Miraï, ma petite sœur et le quatrième produit par le Studio Chizu qui marque son 10e anniversaire en 2021,.
Pendant que le Studio Chizu travaillait sur le projet, ils ont bénéficié de l'aide de l'animateur et créateur de personnages vétéran de Disney Jin Kim et Michael Camacho sur la conception de Belle et du studio Cartoon Saloon pour le travail de fond du monde de U,.
Hosoda avait initialement prévu que Belle soit une comédie musicale mais a considéré l'idée difficile en raison du fait que le Japon n'avait pas de culture de création de comédies musicales. Cependant, il souhaitait quand même que la musique soit au centre du film, il recherchait donc un protagoniste capable de chanter. Il a déclaré qu'il préférait que la même personne réalise la voix parlée et chantée pour rendre plus convaincant.
Le film a été annoncé le 15 décembre 2020 à Tokyo lors de la présentation des films prévus pour 2021 par la société de production et de distribution Tōhō.
Comme dans le deuxième film de Mamoru Hosoda, Summer Wars, l'histoire se déroule dans un monde virtuel.

## Distribution

### Voix originales
- Kaho Nakamura : Suzu Naito / Bell
- Takeru Satoh : Ryū / Kei
- Kōji Yakusho : le père de Suzu
- Lilas Ikuta : Hiroka Betsuyaku
- Ryō Narita : Shinobu Hisatake
- Shōta Sometani : Shinjiro Chikami
- Tina Tamashiro : Ruka Watanabe
- Toshiyuki Morikawa : Justian
- Fuyumi Sakamoto : Okumoto
- Kenjiro Tsuda : Jelinek
- Mami Koyama : Swan
- Mamoru Miyano : Muitarō Hitokawa / Tokoraemaru
- Ryōko Moriyama : Yoshitani
- Sachiyo Nakao : Hatanaka
- Yoshimi Iwasaki : Nakai
- Michiko Shimizu : Kita
- Sumi Shimamoto : la mère de Suzu
- Ken Ishiguro : le père de Kei

### Voix françaises
- Louane : Suzu Naito / Belle
- Juliette Allain : Hiroka Betsuyaku / Eroh
- Sarah Brannens : Luka Watanabe
- Félicien Juttner : Justin
- Julien Frison : Kamishin
- Florent Dorin : Kei / le Dragon
- Antonin Icovic : Shinobu Hisatake
- Claire Beaudouin : la voix de l'IA
- Eilias Changuel : le père de Tomo et Kei
- Alessandro Lanciano : Tomo / Angel

## Bande sonore

### Liste des pistes musicales
| No. | Titre                                                 | Musique                    | Chanteuse ou chanteur                                                                 | durée |
| --- | ----------------------------------------------------- | -------------------------- | ------------------------------------------------------------------------------------- | ----- |
| 1   | U (version anglaise)                                  | Daiki Tsuneta              | Kaho Nakamura                                                                         | 3:07  |
| 2   | Whispers (version anglaise)                           | Ludvig Forssell            | Kaho Nakamura                                                                         | 0:28  |
| 3   | Slingshot                                             | Miho Hazama Taisei Iwasaki |                                                                                       | 2:56  |
| 4   | Memories of a Sound                                   | Iwasaki                    |                                                                                       | 1:29  |
| 5   | Blunt Words                                           | Forssell                   | Ermhoi                                                                                | 1:18  |
| 6   | Gales of Song (version anglaise)                      | Forssell                   | Nakamura                                                                              | 3:59  |
| 7   | Fleeting Days                                         | Forssell                   |                                                                                       | 0:40  |
| 8   | Swarms of Song (version anglaise)                     | Forssell                   | Nakamura                                                                              | 1:38  |
| 9   | Alle Psallite Cum Luya                                |                            | Ryoko Moriyama Sachiyo Nakao Fuyumi Sakamoto Yoshimi Iwasaki Michiko Shimizu Nakamura | 0:38  |
| 10  | Fama destinata (version anglaise)                     | Forssell                   | Nakamura                                                                              | 2:18  |
| 11  | Dragon                                                | Yuta Bandoh                |                                                                                       | 1:28  |
| 12  | Justin                                                | Bandoh                     |                                                                                       | 1:11  |
| 13  | Unveil                                                | Bandoh                     |                                                                                       | 1:33  |
| 14  | Digital Ripples                                       | Forssell                   |                                                                                       | 5:21  |
| 15  | Dragon's Lair                                         | Bandoh                     |                                                                                       | 3:10  |
| 16  | Lend Me Your Voice (version anglaise)                 | Iwasaki                    | Nakamura                                                                              | 1:16  |
| 17  | Social Warfare                                        | Forssell                   |                                                                                       | 1:19  |
| 18  | Assault                                               | Bandoh                     |                                                                                       | 3:48  |
| 19  | Lend Me Your Voice (version anglaise)                 | Iwasaki                    | Nakamura                                                                              | 5:03  |
| 20  | #UnveilTheBeast                                       | Forssell                   |                                                                                       | 1:38  |
| 21  | Authority and Arrogance                               | Forssell                   |                                                                                       | 2:04  |
| 22  | Scorching the Façade                                  | Bandoh                     |                                                                                       | 3:45  |
| 23  | The Truth Obscured                                    | Forssell                   |                                                                                       | 1:04  |
| 24  | Lend Me Your Voice (Bourdonnement) (version anglaise) | Iwasaki                    | HANA                                                                                  | 0:48  |
| 25  | Distrust                                              | Forssell                   |                                                                                       | 2:47  |
| 26  | A Million Miles Away (version anglaise)               | Iwasaki                    | Nakamura                                                                              | 8:01  |
| 27  | Pieces of the Puzzle                                  | Forssell                   |                                                                                       | 2:14  |
| 28  | Faces in the Rain (version anglaise)                  | Iwasaki Bandoh             | Nakamura                                                                              | 2:22  |
| 29  | Skies of Song (version anglaise)                      | Forssell                   | Nakamura                                                                              | 3:02  |
| 30  | A Million Miles Away (reprise) (version anglaise)     | Iwasaki                    | Nakamura                                                                              | 6:27  |

## Sortie

### Box-office
Belle est le troisième film japonais le plus rentable de 2021, représentant 6,53 millards de yens de recettes au box-office au 12 décembre 2021[réf. souhaitée].
Lors du week-end d'ouverture du film aux États-Unis, il a rapporté 1,6 million de dollars dans 1 326 cinémas et un total de 1,8 million de dollars sur les quatre jours de vacances de la journée de Martin Luther King. Le film est sorti du top dix du box-office lors de son deuxième week-end avec 570 213 $ US. Le film est sorti le 17 mai 2022 sur DVD et Blu-ray par Gkids (via son partenaire de distribution Shout! Factory)[réf. souhaitée].

### Accueil critique
En France, le site Allociné recense une moyenne des critiques presse de 3,8/5. Du côté anglophone sur le site d'avis Rotten Tomatoes, 95 % des 127 avis critiques sont positifs, avec une note moyenne de 7,9/10. Le consensus du site internet se lit comme suit : « Une histoire remarquable animée par une animation éblouissante, Belle, trouve le scénariste, réalisateur Mamuro Hosoda établissant une nouvelle référence brillante ». Metacritic, qui utilise une moyenne pondérée, a attribué au film une note de 83/100, basé sur les trente-et-une critiques indiquant une « reconnaissance universelle ». Le public américain interrogé par PostTrak a attribué au film une note positive de 86 % dont 63 % ont déclaré qu'ils le recommanderaient certainement.
Au festival de Cannes en 2021, le film a reçu une standing ovation de quatorze minutes,. Joe Morgenstern a écrit pour le Wall Street Journal : « Il y a trop d'intrigue à gérer pour le film, mais son cœur et son art somptueux sont si fermement au bon endroit que son attrait apparaît de manière douce et claire ». Manohla Dargis du New York Times a fait l'éloge de la qualité visuelle, du développement des personnages, de la construction du monde et a qualifié le film de « indéfectiblement touchant ». Justin Chang du Los Angeles Times a fait l'éloge des visuels et de l'histoire, écrivant : « C'est une histoire aussi vieille que le temps, et aussi novatrice que TikTok, dans lequel, le monde virtuel, bien que rempli de fantaisie et d'artifices, peut faire remonter à la surface des vérités surprenantes ».

### Distinctions
Le film a reçu cinq nominations aux Annie Awards, dont une pour le meilleur long métrage d'animation indépendant. Son total en fait le plus grand nombre de nominations pour un film d'animation japonais jamais décerné à égalité avec Ghost in the Shell (1995).